# Rostfnittertrast
Rostfnittertrast (Pterorhinus poecilorhynchus) är en fågel i familjen fnittertrastar inom ordningen tättingar. Den förekommer enbart på Taiwan.

## Utseende
Rostfnittertrasten är en medelstor (27–29 cm) brun fnittertrast. Den är ockrabrun till rostbrun på ovansidan och bröstet, på vingarna mer åt kastanjebrun. Runt ögat syns en blå orbitalring och bar blå hud. Tygeln är mörkbrun. Nedre delen av bröstet och buken är grå. På stjärtspetsen syns små ljusa fläckar.
Arten är mycket lik kinesisk fnittertrast, men denna är mer ockrabrun på ovansida och bröst. Vidare är den ljusare på vingar, stjärt och undersidans bakre del och de ljusa fläckarna på stjärtspetsen är mycket större. Den har även en svart ögonmask som täcker tygel, panna och haka där rostfnittertrasten är rostbrun. Näbben är också mindre och vingen längre.

## Utbredning och systematik
Rostfnittertrasten förekommer enbart i bergstrakter på Taiwan. Den behandlas som monotypisk, det vill säga att den inte delas in i några underarter. Vissa inkluderar dock kinesisk fnittertrast som underart. 

### Släktestillhörighet
Rostfnittertrast placeras traditionellt i det stora fnittertrastsläktet Garrulax, men den taxonomiska auktoriteten Clements et al lyfte ut den och ett antal andra arter till släktet Ianthocincla efter DNA-studier. Senare studier visar att Garrulax består av flera, äldre utvecklingslinjer, även inom Ianthocincla. Författarna till studien rekommenderar därför att släktet delas upp ytterligare, på så sätt att rostfnittertrast med släktingar lyfts ut till det egna släktet Pterorhinus. Idag följer tongivande International Ornithological Congress och även Clements et al dessa rekommendationer.

## Levnadssätt
Rostfnittertrasten hittas på mellan 1200 och 2100 meters höjd i städsegrön lövskog, bambu och lågväxt undervegetation i barrträdsplantage. Den ses vanligen i småflockar med upp till sex individer, på jakt efter insekter, frön och andra vegetabilier.

### Häckning
Fågeln häckar i maj och juni. Den bygger ett rätt stort skålformat bo av bambu och andra löv som placeras i en grenklyka i en buske eller i bambu. Däri lägger den två till fem ägg.

## Status och hot
Arten har ett stort utbredningsområde och en stor population, men tros minska i antal, dock inte tillräckligt kraftigt för att den ska betraktas som hotad. Internationella naturvårdsunionen IUCN kategoriserar därför arten som livskraftig (LC).